# Bodenhorizont

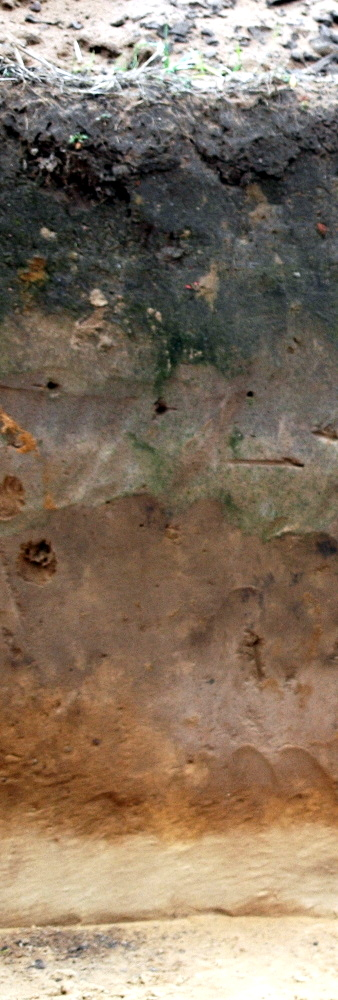
Bodenhorizonte in einem Gley im Teutoburger Kalkbuchenwald

Ein Bodenhorizont, oft kurz Horizont genannt, ist ein Bereich im Boden, der anhand seiner speziellen Eigenschaften von darüber- und darunterliegenden Bereichen unterschieden werden kann. Die Horizonte eines Bodens sind in einem sogenannten Bodenprofil (Vertikalschnitt des Bodens in einer Aufgrabung, seltener einer Bohrung) erkennbar und liegen fast immer horizontal bzw. hangparallel. Die Horizontabfolge eines Bodens ist das maßgebliche Kriterium für die Ermittlung des vorliegenden Bodentyps.
Die Prozesse der Bodenbildung und -entwicklung (Pedogenese) beeinflussen oder durchdringen den Boden in der Regel vertikal von oben nach unten. Dies sind vor allem natürliche Prozesse, also physikalische oder chemische Verwitterung (durch Einwirkung von Hitze, Kälte, Niederschlägen), biologische Aktivität (Pflanzenwurzeln, Bodenlebewesen, wühlende Tiere, Mikroorganismen) oder Ein-/Auswaschung von Stoffen mit dem Niederschlags- und Sickerwasser. In besiedelten Regionen nimmt mittlerweile auch der Mensch einen großen Einfluss (Bodenumlagerung, Materialeintrag, Pflügen…).

## Abgrenzung der Begriffe „Horizont“ und „Schicht“
Vom Begriff Bodenhorizont ist der Begriff geogene oder anthropogene Schicht abzugrenzen: Eine Schicht ist das Ergebnis geogener oder anthropogener Prozesse, also z. B. von natürlicher Sedimentation oder künstlicher Aufschüttung. Sie ist erkennbar an einem nicht durch Bodenbildung entstandenen Wechsel des Materials (z. B. Sand über Ton). Bodenhorizonte sind hingegen das Ergebnis der Pedogenese (Bodenbildung). Ein Boden kann aus einer oder mehreren (festen oder lockeren) Schichten entstanden sein. In einer Schicht haben sich in der Regel mehrere Horizonte ausgebildet. Lediglich geringmächtige Schichten oder Schichten mit noch nicht fortgeschrittener Pedogenese weisen manchmal nur einen einzigen Horizont auf. Andererseits kann die Pedogenese dazu führen, dass ursprünglich vorhandene Schichtgrenzen im Bodenprofil nicht mehr erkennbar sind und mehrere Schichten wie ein einziger Horizont erscheinen.
Folgendes Beispiel soll den Unterschied zwischen einem Horizont (pedogen) und einer Schicht (geogen) erläutern. Im Voralpenland finden wir häufig eine Schicht aus Löss über einer Schicht aus neogenen Ablagerungen. Der Löss enthält Calciumcarbonat, die neogenen Sedimente sind oft carbonatfrei. In beiden Schichten fand Pedogenese statt. In der Löss-Schicht kommt es zu Humusakkumulation, Carbonatauswaschung, Verwitterung von primären Silikaten mit Bildung von Tonmineralen und Oxiden (vor allem Eisenoxiden) und schließlich zur Lessivierung (Tonverlagerung). Wenn die Löss-Schicht nicht allzu mächtig war, wird sie im Laufe des Holozän vollständig carbonatfrei und besitzt keinen C-Horizont mehr. Dann lautet die Horizontfolge Ah / Al / Bt. Auch in der neogenen Schicht findet Bodenbildung statt, die oft schon lange vor dem Holozän eingesetzt hat. Es kommt zu Silikatverwitterung mit Bildung von Tonmineralen und Oxiden. Aus der geringmächtigen Löss-Schicht sind oft noch Tonminerale in den oberen Teil der neogenen Schicht eingewaschen. Die neogene Schicht hat somit die Horizontfolge Btv / Bv / ilCv. Die Horizontfolge des gesamten Bodens lautet: Ah / Al / Bt / IIBtv / IIBv / IIilCv. Die römischen Ziffern II bezeichnen dabei die zweite Schicht.

## Abfolge
Die bodenbildenden Prozesse sind nicht überall im Boden gleich stark ausgeprägt. Viele von ihnen konzentrieren sich an der Oberfläche. Diese ist z. B. bewachsen (Humusbildung), besser durchlüftet (Aktivität der Bodenlebewesen) oder der Witterung ausgesetzt (Verwitterung). Feuchte Regionen zeigen eine beständige Verlagerung von Stoffen von oben nach unten, da die Niederschläge versickern. Es bestehen also vertikale Gradienten der bodenbildenden Prozesse und ihrer Produkte, was zu einer vertikalen Abfolge der durch sie geprägten Bereiche im Boden führt. Horizonte liegen daher von Natur aus immer mehr oder weniger übereinander, nicht aber nebeneinander.
Die Anzahl der Horizonte kann von Standort zu Standort erheblich schwanken. Bei einer gerade aufgewehten Sanddüne liegt sie bei 1, da nur „reiner Sand“ vorliegt. Bereits nach kurzer Zeit kommt es zur Ansiedlung von Pionierpflanzen und der Bildung von Humus. Somit erhöht sich die Horizontzahl auf 2, da an der Oberfläche ein Bereich „Sand mit Humus“ im Gegensatz zum Untergrund „reiner Sand“ entstanden ist. Damit wird klar, dass die Horizontabfolge nicht fix ist, sondern auch zeitlich mit voranschreitender Bodenentwicklung variiert.
Die Abfolge der Bodenhorizonte ist also charakteristisch für die bisher abgelaufene Entwicklung des Bodens. An ihr lassen sich alle wesentlichen bodenchemischen und -biologischen Prozesse und Eigenschaften ablesen (Humusbildung und -einarbeitung, Versauerung, reduzierende und oxidierende Bedingungen, …). Die Ansprache und Interpretation der vorhandenen Bodenhorizonte ist daher wesentlicher Bestandteil der Bodenkartierung, z. B. im Rahmen der Forstlichen Standortsaufnahme bei der Entscheidung zur geeigneten Baumartenwahl (Forstwirtschaft) oder der Ermittlung der Ackerzahl. Mit ihnen wird die systematische Einordnung der Böden in Bodentypen vorgenommen.

## Unterscheidung

Darstellung typischer Horizonte von Böden in der Landwirtschaft in gemäßigten Zonen (O-, A-, B-, C-)

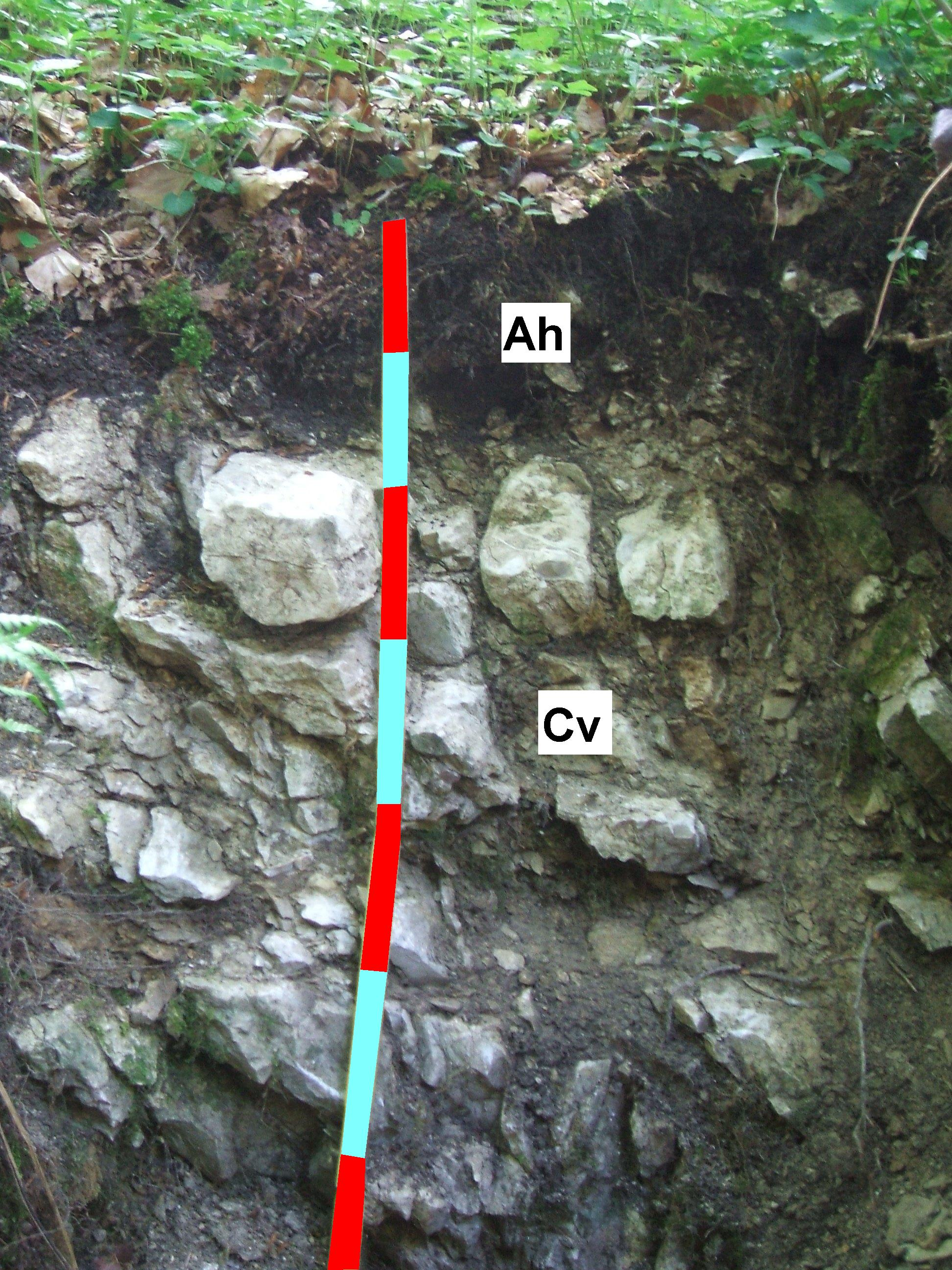
Rendzina im Teutoburger Wald. Hier fehlt der B-Horizont weitgehend

Bodenhorizonte werden mit Buchstabenkombinationen (Horizontsymbole) benannt, die wesentliche Merkmale und Prozesse kennzeichnen.
Die Bodenhorizonte lassen sich – im Bodenprofil von oben nach unten – grob wie folgt einteilen:
- H-, L-, O-Horizonte: organische Horizonte

(Torf, Streu, nicht-torfige organische Feinsubstanz)
- A-Horizonte: mineralischer Oberboden

(Anreicherung von Humus im oberen Teil,
Auswaschung von Stoffen im unteren Teil → Eluvialhorizont)
- B-Horizonte: mineralischer Unterboden

(Mineralumwandlung, Einwaschung von Stoffen → Illuvialhorizont)
- C-Horizonte: mineralischer Untergrund

(wenig verändertes Gestein, physikalische Verwitterung)
Die nähere Charakterisierung erfolgt durch nachgestellte Kleinbuchstaben. Außerdem gibt es weitere vorangestellte Buchstaben zur Kennzeichnung besonderer Prozesse und Eigenschaften, die nicht durch die Bodenbildung entstanden sind.
Beim Auftreten mehrerer pedogenetischer Prozesse, die einen Horizont prägen, werden nach bestimmten Regeln weitere Kombinationen von Symbolen gebildet.
Die folgende Auflistung und Beschreibung nennt die wesentlichen Horizonte und orientiert sich an der deutschen Bodensystematik (vgl. Bodenkundliche Kartieranleitung).

### Organische Bodenhorizonte
Vereinbarungsgemäß beginnt die Bodenoberfläche (0 cm) nach Entfernung des L-Horizonts.
Organische Bodenhorizonte besitzen einen Anteil von mehr als 30 Masse-% (= ca. 90 Vol.-%) organischer Substanz.
- L – Auflagehorizont, weitgehend unzersetzte, frische Streu (engl. litter) mit weniger als 10 Vol.-% organische Feinsubstanz (früher, international als Ol-Horizont bezeichnet, heute wird 'l' int. für capillary benutzt)
- H – Torf-Anhangshorizont von Resten torfbildender Pflanzen (engl. peat or organic-limnic), Verbindung mit lebenden Torfmoosen an Oberfläche besteht, Abbau wird durch Wasser (Sauerstoffabschluss) gehemmt; weitere Differenzierung möglich in:
  - nH – aus Niedermoortorf
  - hH – aus Hochmoortorf
- O – Organischer Horizont: mehr als 10 Vol.-% organische Feinsubstanz
  - Of – Pflanzenresten und 10–70 Vol.-% organische Feinsubstanz als Ergebnis der Zersetzung (fermentation)
  - Oh – mehr als 70 Vol.-% organische Feinsubstanz als Ergebnis der Humusbildung (humus)

### Mineralische Bodenhorizonte
Sie besitzen einen Anteil von organischer Substanz unter 30 Masse-%.
- A-Horizonte
  - Aa – durch Vernässung Humusanreicherung zwischen 15 und 30 Masse-% (anmooriger Oberboden)
  - Ae – Bleichung, Auswaschung (Auswaschungshorizont) von Huminstoffen und Eisen (eluvial, typisch für Podsol)
  - Ah – Anreicherung von Humus (< 30 Masse-%, Humus)
  - Ai – nur geringmächtige Akkumulation organischer Substanz (initial)
  - Al – Auswaschung von Tonpartikeln (Tonverlagerung = Lessivierung, typisch für Parabraunerde und Fahlerde)
  - Ap – regelmäßige landwirtschaftliche Bearbeitung (pflügen) – Mutterboden, wird auch Pflughorizont genannt

- B-Horizonte
  - Bh – Akkumulation von eingewaschenen Huminstoffen (starke Färbung!) und in geringerem Maße von Sesquioxiden, (typisch für Podsol, s. Ortstein)
  - Bs – Akkumulation von eingewaschenen Sesquioxiden (Eisen-, Mangan- und Aluminiumverbindungen) (typisch für Podsol, s. Ortstein)
  - Bt – Akkumulation von eingewaschenem Ton (Tonanreicherung, typisch für Parabraunerde)
  - Bv – Eisenoxidation, Mineralneubildung (Verbraunung, Verlehmung, typisch für Braunerde)

- C-Horizonte
  - Cn – unverwittertes Ausgangsgestein der Bodenbildung, Locker- oder Festgestein (novus oder neu)
  - Cv – Ausgangsgestein mit nur schwacher Verwitterung (verwittert)
  - lC – C-Horizont aus lockerem, grabbarem Lockergestein (Löss, Sand, Kies etc.)
  - mC – C-Horizont aus massivem Festgestein
  - xC – C-Horizont mit hohem Grobbodenanteil (z. B. Steine)

### Weitere mineralische Bodenhorizonte
- G – Mineralbodenhorizonte mit Grundwassereinfluss (typisch für Gleye, Auenböden und Marschen)
  - Go – oxidiert, zeitweilig grundwassererfüllt, zeitweise belüftet, daher Rostflecken als Folge von Oxidationsprozessen
  - Gr – normalerweise grundwassererfüllt, kaum belüftet, reduzierende Verhältnisse, vorherrschend grau als Folge von Eisenreduktion
- S – Mineralbodenhorizont mit Stauwassereinfluss (typisch für Pseudogley)
  - Sw – Stauwasserleiter, zeitweilig luftarm (wasserleitend)
  - Sd – Stauwassersohle, weitgehend dicht, so dass es zu stark verlangsamter Versickerung kommt
- P – Mineralischer Unterbodenhorizont, > 45 Masse-% Ton, entstanden aus Ton- oder Tonmergelgestein (P von Pelosol)
- T – Mineralischer Unterbodenhorizont aus Lösungsrückstand von Carbonatgesteinen mit mehr als 75 Masse-% Carbonat, (T von Terra rossa und Terra fusca, in Deutschland nur reliktisch oder fossil)
- M – Mineralbodenhorizont aus erodiertem und kontinuierlich sedimentiertem holozänem Solummaterial, typisch für Auenböden und Kolluvisole (M von lat. migrare = wandern)
- E – Mineralbodenhorizont, aufgetragene durch meist jahrhundertelange Plaggenwirtschaft (Esch als Flurbezeichnung, Bodentyp Plaggenesch)
- R – Mineralischer Mischhorizont durch tiefreichende bodenvermischende Meliorationsmaßnahmen (Rigolen, Tiefumbruch) entstanden (Bodentyp je nach Kulturtechnik Rigosol oder Treposol)

### Subhydrische Bodenhorizonte
- F – Horizont, am Gewässergrund entstanden, mit in der Regel mehr als 1 Masse-% organischer Substanz

### Boden im tropischen Regenwald
Im tropischen Regenwald dominiert die chemische Verwitterung aufgrund hoher Temperaturen und starker Niederschläge. Das Ausgangsgestein ist daher oft tief aufgelöst, daher liegt der C-Horizont oft in Tiefen von 20 bis 100 Metern. Zudem gab es seit dem Tertiär kaum tektonische Veränderungen und deshalb konnte die Verwitterung sehr lange wirken und so entstanden sehr mächtige, tiefgründige Verwitterungsdecken. Häufige Tropenböden sind nach der World Reference Base for Soil Resources (WRB) die Ferralsole und Acrisole und nach der USDA Soil Taxonomy die Oxisole und Ultisole.

## Horizontbezeichnungen in anderen Ländern
Wie Deutschland, so haben auch zahlreiche andere Länder ihre Systeme zur Benennung von Horizonten mit Buchstabenkürzeln. Die Systeme der nachfolgend genannten Länder sind in folgenden Dokumenten veröffentlicht:
- Österreich: Österreichische Bodensystematik 2000 in der revidierten Fassung von 2011 (ÖBS)[2]
- Schweiz: Klassifikation der Böden der Schweiz (KlaBS)[3]
- USA: Field Book for Describing and Sampling Soils[4]
- Australien: Australian Soil and Land Survey Field Handbook[5]

Das internationale Bodenklassifikationssystem World Reference Base for Soil Resources (WRB) empfahl für einige Zeit die Verwendung der Horizontbezeichnungen aus den Guidelines for Soil Description der FAO. Mit ihrer 4. Auflage (2022) entwickelte die WRB eigene Horizontbezeichnungen, die sie als Weiterentwicklung der Bezeichnungen der FAO Guidelines versteht.